# Cândido das Neves
Cândido das Neves (Rio de Janeiro, 24 de julho de 1899 — Rio de Janeiro, 4 de novembro de 1934) foi um violonista e compositor brasileiro. 
Era um dos quatro filhos de Eduardo das Neves, também conhecido como Nêgo Dudu, um dos primeiros cantores a gravar discos no Brasil.
Entre suas principais composições estão Noite cheia de estrelas (1931), Entre lágrimas (1932), E nada mais!... e Rasguei o teu retrato" (1935), gravadas por Vicente Celestino, além de Página de dor (1938), gravada por Orlando Silva.
Em 2013, sua composição Perdi o meu Pandeiro, até então inédita em disco, foi gravada pelo cantor Luiz Henrique em seu CD Pro Samba que Noel me Convidou, com canções de Noel Rosa e seus contemporâneos. A canção foi campeã de um concurso de sambas organizado pela revista O Malho, em 1934.